# Abraham Samson
Abraham Samson (født 1871 i Hamborg, død 1949 i København) var grundlægger af den jødiske menighed Machsike Hadas etableret i begyndelsen af det tyvende århundrede.    Samson udnævnte overrabbiner Tobias Lewenstein som rabbiner i den nye menighed, efter den sidstes afskedigelse fra Mosaisk Trossamfund.  Samson efterfulgte eksemplet af Rabbiner Samson Rafael Hirsch fra Frankfurt, som trak sig tilbage fra den jødiske sekulære menighed, og stiftede den nye ortodokse jødedom i Tyskland.
Abraham Samson var gift med Doris (f. 1871 i Frankfurt, d. 1950  i København), og sammen havde de 7 børn: Caroline, Moses, Isidor, Jobel (grundlægger af Samson transport nu DSV), Julius, Semmy, og Rosa.